# تیم ملی فوتبال زیر ۲۳ سال آرژانتین
تیم ملی فوتبال زیر ۲۳ سال آرژانتین (انگلیسی: Argentina national under-23 football team) یا تیم ملی فوتبال المپیک آرژانتین نمایندهٔ فوتبال کشور آرژانتین در بازی‌های فوتبال زیر ۲۳ سال و المپیک تابستانی است.

## افتخارات
- بازی‌های المپیک تابستانی
  - مدال طلا (۲): ۲۰۰۴، ۲۰۰۸
  - مدال نقره (۲): ۱۹۲۸، ۱۹۹۶
- مقدماتی المپیک در آمریکای جنوبی
- قهرمانی (۲): ۱۹۶۰، ۱۹۶۴، ۱۹۸۰، ۲۰۰۴

## بازیکنان برجسته

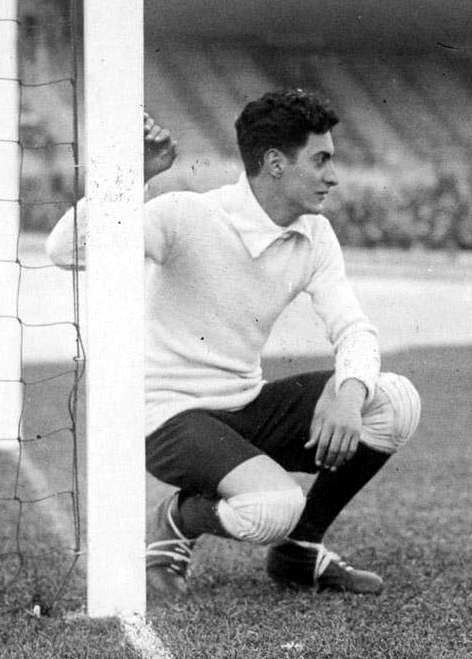
آنجل بوسیو
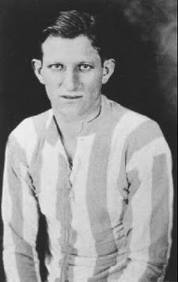
دومینگو تاراسکونی
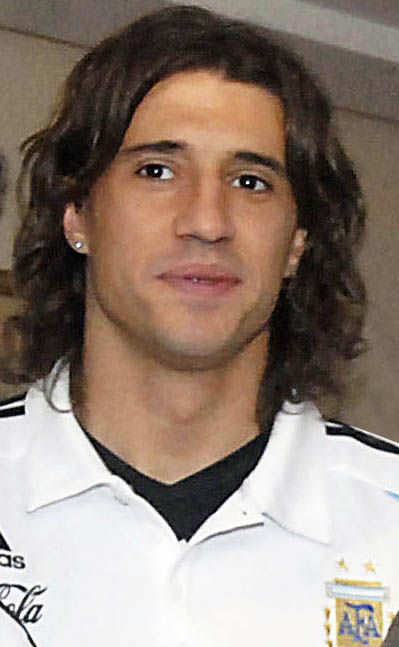
هرنان کرسپو
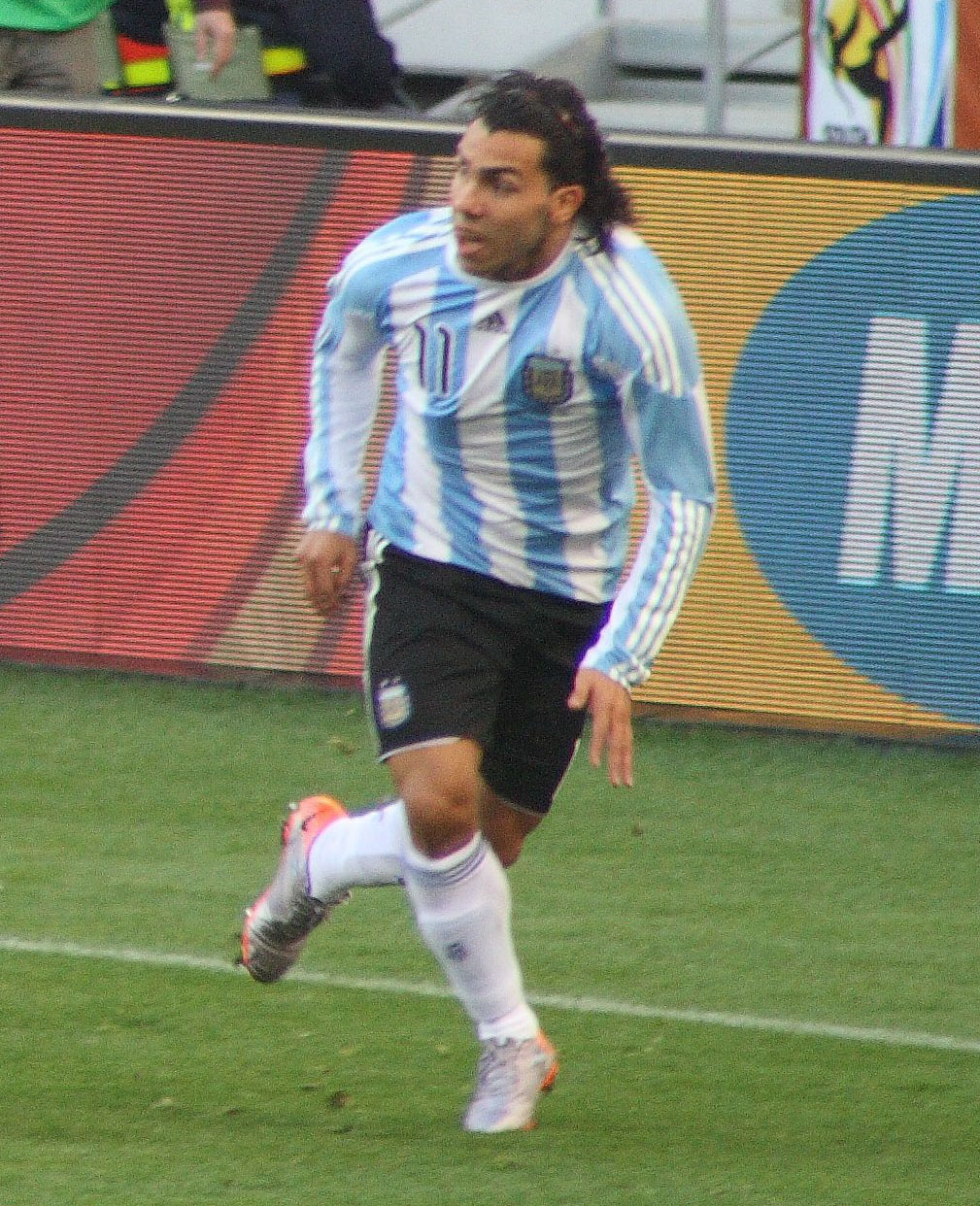
کارلوس توس
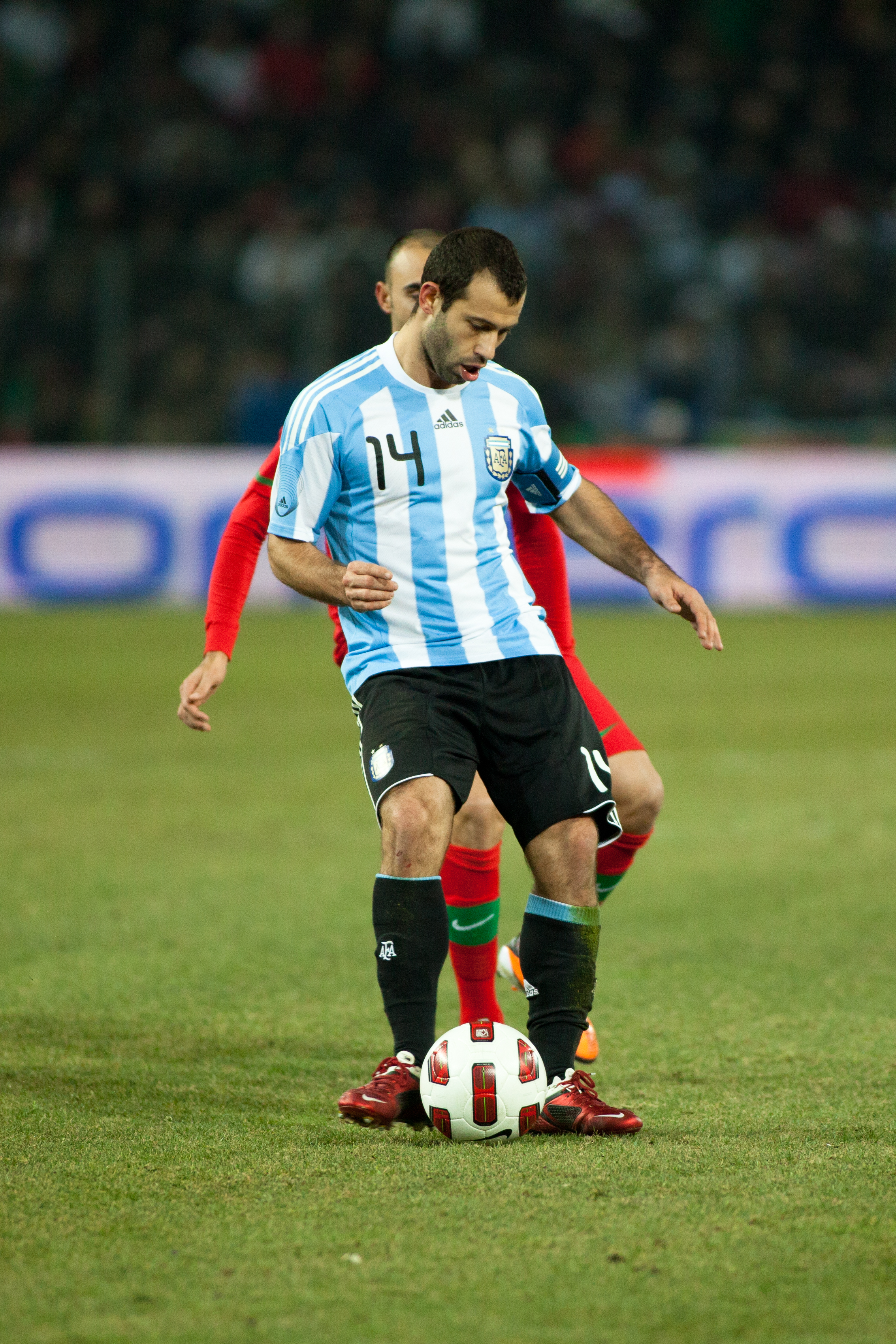
خاویر ماسچرانو
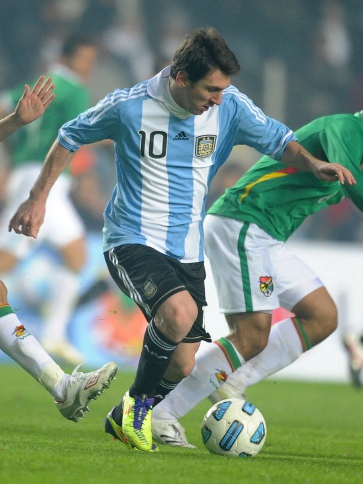
لیونل مسی
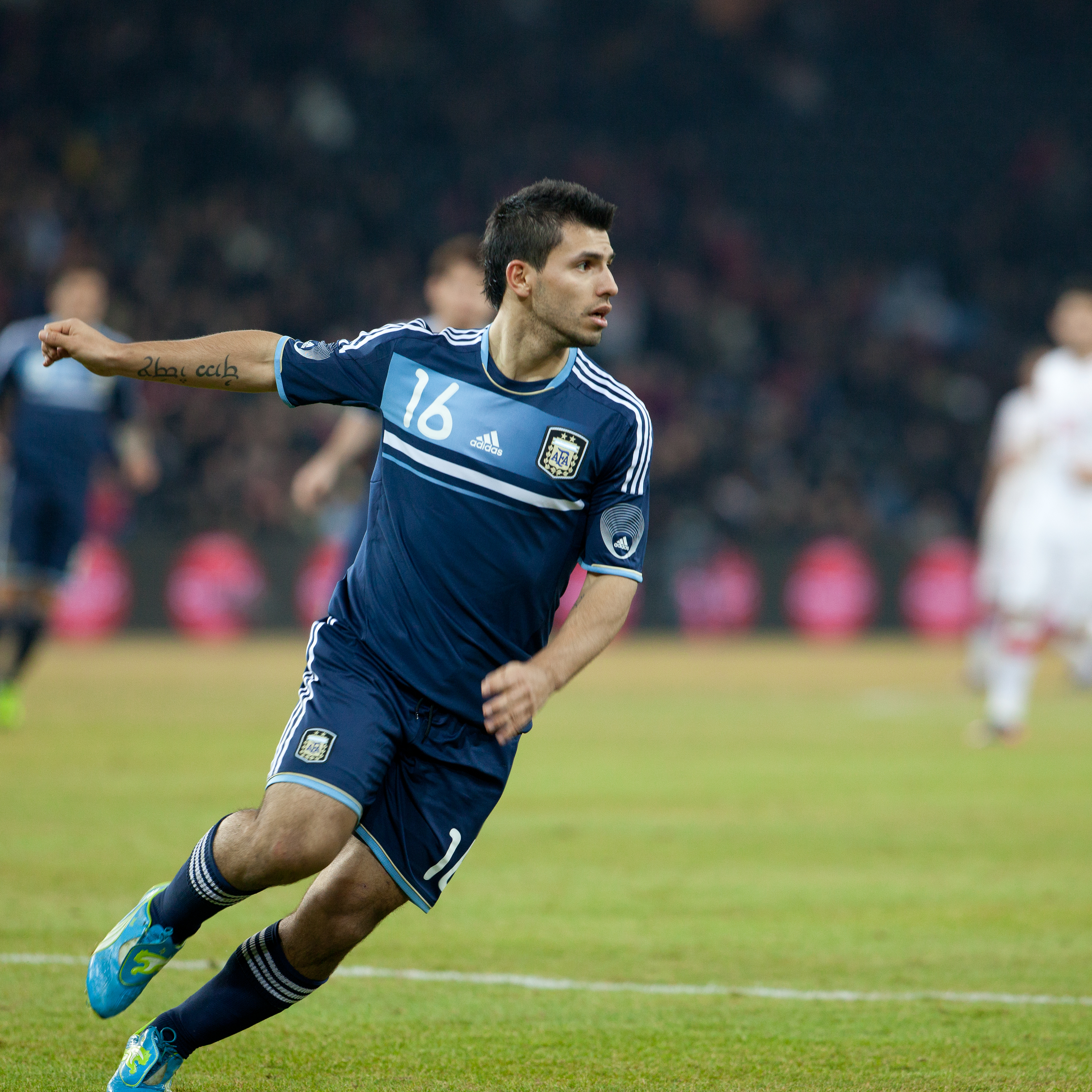
سرخیو آگوئرو